# 釜山海雲台警察署
釜山海雲台警察署（プサネウンデけいさつしょ）は、釜山地方警察庁所管の警察署である。

## 管轄区域
- 海雲台区

## 沿革
- 1977年11月17日 - 東莱警察署から分離して開所。
- 1995年3月1日 - 機張郡の発足と釜山広域市編入に伴い4派出所を梁山警察署から編入。
- 2010年12月1日 - 釜山機張警察署開署に伴い1地区隊、2派出所を移管。

## 管轄地区隊
- 裁松地区隊
- 盤如地区隊
- 佑洞地区隊
- 中洞地区隊
- 佐洞地区隊
- 盤松地区隊

## 管轄派出所
- 盤如2派出所
- 盤石派出所
- 松亭派出所

## 管轄治安センター
- 裁松治安センター
- 盤如3治安センター
- 佑1治安センター
- 駅前治安センター
- 中1治安センター
- 佐2治安センター